# Axelle Dauwens
Axelle Dauwens (Knokke, 1 december 1990) is een Belgische voormalige atlete, die zich toegelegde op de sprint- en hordennummers. Haar specialisaties waren de 400 m en de 400 m horden. Als estafetteloopster deed zij mee aan een aantal grote internationale wedstrijden. Als deelneemster op de 400 m horden was zij in 2011 aanwezig op verschillende internationale kampioenschappen. In 2014 bereikte zij op de Europese kampioenschappen voor het eerst de finale. In 2019 kondigde ze het einde van haar topsportcarrière aan.

## Carrière

### Op weg naar eerste seniorentitel
Vanaf 2009 nam Dauwens deel aan de Belgische kampioenschappen Alle Categorieën, maar tot en met 2011 lukte het haar niet om verder te komen dan een zilveren medaille. Ze koos bij die gelegenheden voor deelname aan de 400 m en op die afstand moest zij tegen Elke Bogemans steeds het onderspit delven. En ook indoor was er telkens iemand anders die haar, op de 200 m zowel als de 400 m, op weg naar het goud de voet dwars zette. Wel had ze in het seizoen 2011 op de 400 m horden de beste Belgische jaarprestatie op haar naam gezet.
In 2012, toen ze echter definitief had gekozen voor de 400 m horden, viel ten slotte alles op zijn plaats en veroverde zij bij de nationale kampioenschappen op dit zware hordennummer met grote overmacht haar eerste seniorentitel.

### Estafette-successen
Inmiddels had Axelle Dauwens België toen in 2010 al vertegenwoordigd bij de Europese kampioenschappen in Barcelona op de 4 x 400 m estafette. Met een tijd van 3.37,56 was het Belgische viertal zevende geworden in de series, hetgeen onvoldoende was om door te stoten naar de finale. En verder had zij op 13 februari 2011 in Gent samen met haar teamgenotes, Wendy Den Haeze en Ester Van den Hende het Belgische indoorrecord voor clubteams op de 4 x 200 m estafette verbeterd.

### EK 2012
Nog voor zij in 2012 haar eerste nationale titel op de 400 m horden had veroverd, had Dauwens reeds in mei haar PR op dit nummer naar 56,60 s bijgesteld, wat ertoe leidde dat zij werd uitgezonden naar de EK in Helsinki, haar tweede grote kampioenschapstoernooi bij de senioren, maar voor het eerst als deelneemster op een individueel onderdeel. Hier slaagde zij er niet in om voorbij de kwalificatieronde te komen. Met haar 57,19 bleef zij in Helsinki op een vijfde plaats in haar serie steken.

### Gekwalificeerd voor WK 2013
In 2013 moest Axelle Dauwens, wilde zij dat jaar op haar favoriete onderdeel kans maken op deelname aan de wereldkampioenschappen in Moskou, ten minste voldoen aan de Belgische limiet voor beloften, 56,00. Nog beter zou echter zijn om tevens de A-limiet van de IAAF te slechten, 55,97. De atlete uit Lapscheure ging het seizoen goed van start en reeds op 9 juni kwam zij in het Marokkaanse Rabat tot 56,84, slechts enkele tienden verwijderd van haar PR. Anderhalve maand later profiteerde zij op de Belgische kampioenschappen in Brussel optimaal van de zomerse omstandigheden en zonder tegenstand van betekenis realiseerde de geheel op zichzelf aangewezen Dauwens in het Koning Boudewijnstadion een tijd van 55,96, daarmee in één klap alle twijfel over uitzending naar Moskou wegnemend. Tijdens de WK kwam Dauwens niet in de buurt van de tijd waarmee ze zich kwalificeerde. Ze liep in de series 56,85, wat niet snel genoeg was om door te gaan naar de volgende ronde.

### EK 2014
In 2014 brak ze internationaal door op de EK in Zürich. Ze plaatste zich voor de finale op de 400 m horden (7e pl.). Op de wereldranglijst veroverde ze een top-20 plaats.

### Olympische Zomerspelen 2016
In 2016 deed Dauwens mee aan de Olympische Zomerspelen in Rio de Janeiro. Hier strandde ze echter in de reeksen.

### Einde topsportcarrière
In 2019 kondigde Dauwens aan dat ze haar topsportcarrière beëindigt.

### Clubs
Dauwens is aangesloten bij AC Meetjesland en woont in Lapscheure. Ze behaalde in 2012 het bachelordiploma in communicatiemanagement. Vervolgens ging ze internationale politiek studeren aan de Universiteit Gent.

## Belgische kampioenschappen
| Onderdeel    | Jaar                              |
| ------------ | --------------------------------- |
| 400 m horden | 2012, 2013, 2014, 2015 2016, 2017 |

## Persoonlijke records
Outdoor
| Onderdeel    | Prestatie | Wind     | Datum            | Plaats    |
| ------------ | --------- | -------- | ---------------- | --------- |
| 100 m        | 12,00 s   | 0,0 m/s  | 6 augustus 2011  | Ninove    |
| 200 m        | 24,11 s   | +0,1 m/s | 30 mei 2015      | Oordegem  |
| 400 m        | 53,17 s   |          | 5 juni 2011      | Oordegem  |
| 110 m horden | 13,94 s   | -1,3 m/s | 9 mei 2015       | Kessel-Lo |
| 400 m horden | 55,56 s   |          | 5 september 2014 | Brussel   |

Indoor
| Onderdeel   | Prestatie | Datum           | Plaats |
| ----------- | --------- | --------------- | ------ |
| 60 m        | 7,56 s    | 5 februari 2016 | Gent   |
| 200 m       | 24,09 s   | 5 februari 2016 | Gent   |
| 60 m horden | 8,40 s    | 5 februari 2016 | Gent   |

## Palmares

### 200 m
- 2011:  BK AC indoor - 24,32 s

### 400 m
- 2009:  BK AC - 55,11 s
- 2010:  BK AC indoor - 56,20 s
- 2010:  BK AC - 54,01 s
- 2011: 4e in serie EK U23 in Ostrava - 54,01 s

### 60 m horden
- 2016:  BK AC indoor - 8,47 s

### 400 m horden
- 2011: 7e in serie Universiade in Shenzhen - 59,61 s
- 2012:  BK AC - 57,22 s
- 2012: 5e in reeksen EK in Helsinki - 57,19
- 2013: 4e in serie Universiade in Kazan - 57,53 s
- 2013:  BK AC - 55,96 s
- 2013: 5e in serie WK in Moskou - 56,85 s
- 2014:  BK AC - 55,81 s
- 2014: 7e EK in Zürich - 56,29 s (in ½ fin. 55,63 s)
- 2015:  BK AC - 55,93 s
- 2015: 5e in ½ fin. WK in Peking - 55,82 s
- 2016:  BK AC - 55,68 s
- 2016: 6e in ½ fin. EK in Amsterdam- 56,62 s
- 2016: 7e in serie OS in Rio - 57,68 s
- 2017:  BK AC - 56,75 s

### 4 x 400 m
- 2010: 7e in serie EK in Barcelona - 3.37,56